# Dvärgspov
Dvärgspov (Numenius minutus) är en mycket liten spov inom familjen snäppor (Scolopacidae) som häckar i norra Sibirien. Den är närbesläktad med bärspoven som numera troligen är utdöd.

## Utseende

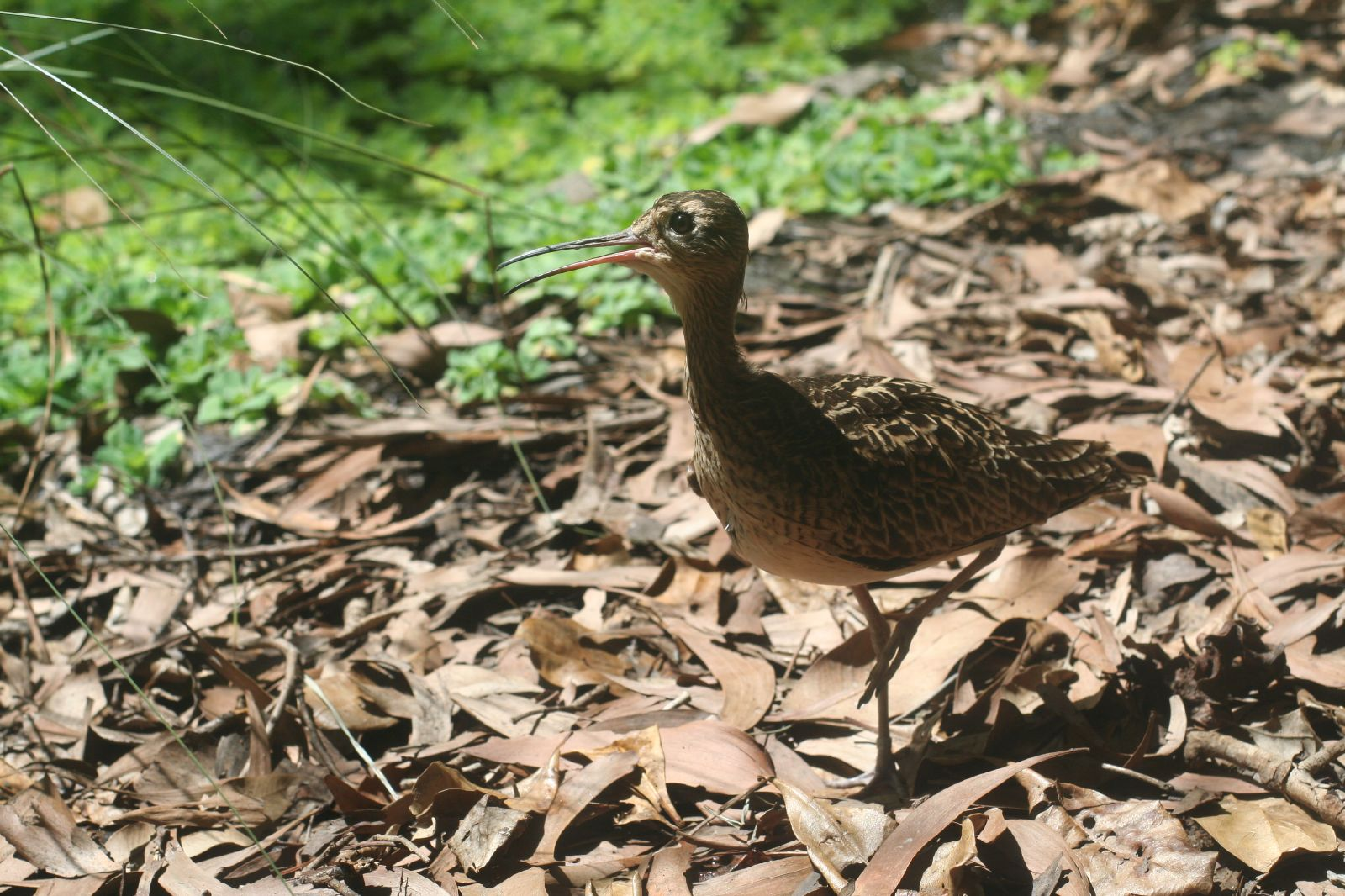
Dvärgspov fotograferad i september, i Territory Wildlife Park, Northern Territory, Australien.

Dvärgspoven är som namnet avslöjar en mycket liten spov som endast mäter 29–32 cm. Arten har smal hals och litet huvud. Den har för spovarna en kort näbb som är nedåtböjd. Fjäderdräkten är gråbrun, även på undersidan vingarna, med fläckar och med ljus buk. Huvudteckningen liknar den hos småspoven, med ett ljust centralt hjässband och tydligt ljust ögonbrynsstreck.

## Läten
Från dvärgspoven hörs i flykten en tjattrig, tretonig vissling "pipipi" eller "te-te-te", kortare, ljusare och mer metallisk än småspovens läte.

## Utbredning
Dvärgspoven häckar i norra Sibirien och övervintrar främst i norra Australien men även så långt söderut som St Kilda, South Australia. Den är en mycket sällsynt gäst i Europa. Sveriges första fynd var en individ som tillbringade hösten 2005 på södra Öland., därefter siktades den i Tofta, Kungälvs kommun i juli 2019. Utöver det har arten setts vid endast sex tillfällen, varav två gånger i Storbritannien och en gång vardera på Åland samt i Norge, Belgien och Nederländerna.

## Systematik
Dvärgspoven är systerart till den akut hotade och möjligen utdöda bärspoven. Tillsammans utgör de en systergrupp till övriga spovar i Numenius. Den behandlas som monotypisk, det vill säga att den inte delas in i några underarter.

## Ekologi
Dvärgspoven häckar från slutet av maj till början av augusti i löst sammanhållna kolonier (tre till 30 par) i skogsbryn i floddalar. Boet är en grund uppskrapning i marken. Den flyttar från häckningsområdena från mitten av augusti till oktober utmed östra Asiens kust med få stopp, ofta i stora flockar på upp till tusen individer. I Australien övervintrar den främst i inlandet på gräsmark och i odlingsbygd i närhet av sötvatten. Dvärgspoven födosöker genom att sticka ned näbben i mjuk jord och lera i jakt efter små ryggradslösa djur, framför allt insekter och insektslarver, men också termiter, spindlar, frön och bär.

## Status och hot
Arten har ett stort utbredningsområde, men tros minska i antal, dock inte tillräckligt kraftigt för att den ska betraktas som hotad. Internationella naturvårdsunionen IUCN listar arten som livskraftig (LC).  Världspopulationen uppskattas till 73 300 vuxna individer.